# Александра Дальстрем
Александра Дальстрем (швед. Alexandra Dahlström, 12 лютого 1984) — шведська актриса.
Александра вільно володіє шведською, російською та англійською мовами.

## Вибіркова фільмографія
- Правда чи сміливість (1997)
- Покажи мені любов (1998)
- Міс Швеція (2004)
- Наш день прийде (2010)
- Блонді (2012)